# حواصیل شب جهان قدیم
حواصیل شب جهان قدیم (نام علمی: Gorsachius) نام یک سرده از تیره حواصیل است.

## گونه‌ها
- White-backed night heron, Gorsachius leuconotus
- White-eared night heron, Gorsachius magnificus
- غمخورک شبزی ژاپنی, Gorsachius goisagi
- Malayan night heron, Gorsachius melanolophus